# Sandvika Station
Sandvika Station (Sandvika stasjon) er en norsk jernbanestation i Sandvika centrum i Bærum kommune i Akershus (fylke). Stationen ligger på Drammenbanen og Askerbanen. Den tjenes af Flytoget og NSB's lokaltog og regionaltog. Stationen har også en busterminal. Stationens faciliteter ligger under perronerne.
Stationen blev indviet 7. oktober 1872. Før åbningen af Christiania – Drammenbanen var der delte meninger med hensyn til, hvor eventuelle stationer i Bærum skulle placeres. Valget faldt på Sandvika og Lysaker. Ved åbningen i 1872 var kun 5 daglige tog til Oslo. Stationen blev fjernstyret 28. maj 1994.